# Centro de Arte Contemporáneo La Sala
El Centro de Arte Contemporáneo La Sala es un centro de arte ubicado en el Casco Antiguo de Villanueva y Geltrú, cerca del Hospital de Sant Antoni Abat. Su misión es difundir, estimular y promover el arte contemporáneo, sirviendo como plataforma para la formación y la educación artística. Dispone de varias salas para exposiciones y actividades relacionadas con el arte contemporáneo. 
El Centro de Arte Contemporáneo La Sala cuenta con varios espacios destinados a distintos propósitos artísticos. La Sala de las Vueltas, de planta prácticamente cuadrada,  exhibe trabajos de artistas reconocidos, locales e internacionales. La Sala de Columnas ofrece un espacio a los artistas emergentes de la zona. Por último, la Sala Abierta facilita la interacción entre creadores y público, presentando exposiciones divulgativas que no siempre se centran exclusivamente en el arte contemporáneo.
El edificio tiene una rica historia que se remonta a 1804, cuando Pere Gumà construyó el primer teatro de Villanueva, conocido inicialmente como La Sala. Este espacio se utilizó como teatro y sala de baile, con un diseño interior notable que incluye columnas de piedra y bóvedas singulares. A lo largo de los años, el edificio ha sufrido diversas remodelaciones, incluyendo la instalación de alumbrado de gas en el siglo XIX y la colocación de pavimento de baldosas hidráulicas en el XX.
Durante el siglo XIX y principios del siglo XX, La Sala fue un punto central para las actividades culturales y festivas de Vilanova, especialmente durante el Carnaval. Los bailes de máscaras y otros eventos atrajeron a grandes multitudes, consolidándose como un espacio popular para todas las clases sociales.
A partir de los años setenta, el edificio acogió actividades de carácter político y social, pero su estado ruinoso llevó a su cierre en los años ochenta. En 2003, con el apoyo del Ayuntamiento de Villanueva y Geltrú y la Diputación de Barcelona, se inició su recuperación. En junio de 2007, se inauguró el Centro de Arte Contemporáneo La Sala, rehabilitado por el arquitecto Víctor Argentino y Salvadó. Este espacio modernizado ofrece servicios educativos, incluyendo programas didácticos y visitas comentadas, y dispone de una tienda en la que se pueden adquirir catálogos de exposiciones temporales.